# Вулиця Плитниця
Вулиця Плитниця — вулиця Луцька в центрі історико-культурного заповідника, що починається біля входу в замок Любарта на вулиці Кафедральній і огинає його з півдня до Замкової вулиці паралельно до річки Стир. На ній збереглися рештки оборонного рову замку та ряд будинків XVIII—XIX століття.

## Історія

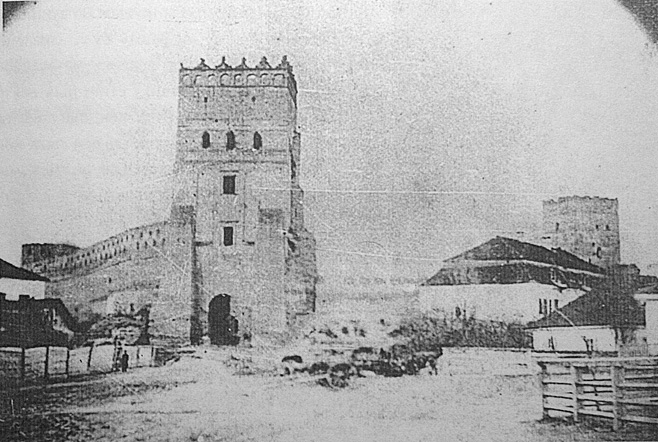
Початок сучасної Плитниці, 1866 р.

Назва, за найпоширенішою версією, походить від майданчика, де складалася плінфа — цегла у вигляді плиток. Вперше ця назва, як помилково вважається, фігурує в тексті ревізії Луцького замку 1552 року. Насправді ж вона відома лише з 1876. В давнину вулиця простягалась уздовж наповненого водою оборонного рову, що відділяв Верхній замок від Нижнього (Окольного). На її початку знаходилась човнова пристань.
Також мала назву Замкової до того, як наприкінці XIX століття виникла нова вулиця та забрала цю назву. Після цього стала називатися Нижньозамковою, а з 1916 — Гвардійською. Після ліквідації укріплень та осушення рову навколо замку Нижньозамкова з'єдналася з Замковою так званим Козлиним спуском, з 1916 відомими і як Садовий спуск.
З 1921 вона відома як вулиця Любарта, а з 1957 — Ріхарда Зорге. З 1991 отримала назву Плитниця.
У 2016 році Плитницю було реконструйовано, покладено бруківку замість асфальту та облаштовано сквер.

## Питання існування стародавньої Плитниці

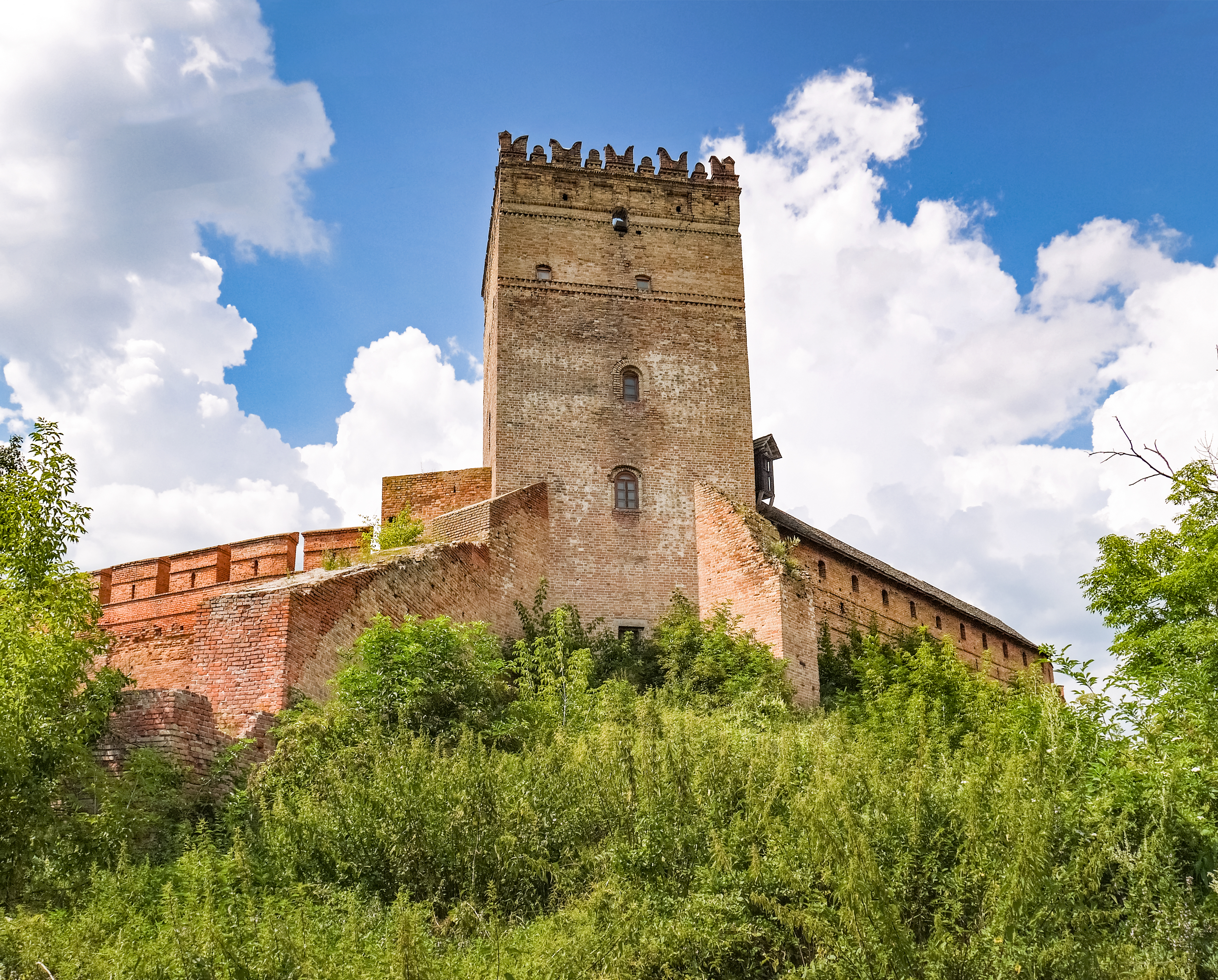
Фрагмент «отплічниці» (ліворуч), назва якого могла перетворитись у «Плитницю»

Згідно луцької дослідниці-історика Олени Бірюліної, назва вулиці була дана міською владою хибно.
По-перше, майданчик для складання цегли міг розташовуватись як на території Окольного замку (навпроти західної стіни Верхнього замку понад його оборонним ровом — ця версія і лежить в основі нинішньої назви вулиці Плитинці), так і за межами обох луцьких замків, на пониженому майданчику поблизу південно-східної стіни Верхнього замку.
По-друге, слово «плитниця» з'являється не в ревізії 1552 року в так званій Книзі переписів Литовської Метрики № 563, а в книзі польського історика Тадеуша Стецького «Łuck starożytny i dziesiejszy» 1876 року, що містить виписки з ревізії. В оригіналі 1552 року руською мовою вказується точка відліку при вимірі замкового пагорба — «от отплічниці». Редактори «Архива Юго-Западной России» 1886 року, які користувались пізньою копією ревізії, цей вислів прочитали як «od odplitniey», а в Стецького друге слово фігурує у спотвореній формі як власна назва — «Płytnica».
Ревізор Луцького замку вказує: «А з другої сторони, від ріки Стира, тобто від отплічниці, — [гори] 14 сажнів, там рову немає». З тодішнього розташування оборонних споруд слідує, що «отплічниця» — це муроване прясло («плече»), котре сполучало Стирову вежу Верхнього замку із Архімандричою вежею Нижнього замку. До сучасності зберігся фрагмент цього прясла, що примикає до Стирової вежі.

## Архітектурні пам'ятки
По території сучасної Плитниці пролягав мур та вал Окольного замку. Припускається, що там був розташований мурований колодязь.
На початку вулиці, під №1, стоїть реконструйований будинок XIX століття, в якому знаходиться ресторан «Корона Вітовта». З 1985 там зберігалися скульптури митця-примітивіста Станіслава Серцевича, а в 1990-і базувався історико-археологічний клуб «Ентузіаст». У 2002 споруду було передано римо-католикам, які обміняли її на приміщення колишнього монастиря шариток.
Також на Плитниці розташовані залишки кількох житлових будинків XIX (№ 2-Б, 4) та один XVIII (№7) століть. Під ними, імовірно, знаходяться давніші фундаменти.